# فیات ۸وی

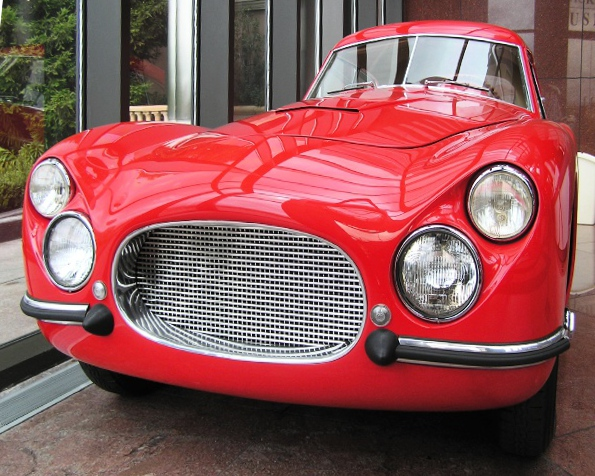

فیات ۸وی (Fiat 8V) خودرویی است که در سال‌های ۱۹۵۲ تا ۱۹۵۴تولید شده‌است.
این خودرو در کلاس خودرو اسپورت قرار گرفته، طراحی آن خودروهای موتور جلو-محور عقب بوده طول آن در حالت طبیعی ۴٬۰۶۰ میلیمتر (۱۵۹٫۸ اینچ) و عرض آن در حالت طبیعی ۱٬۵۰۰ میلیمتر (۵۹٫۱ اینچ) و ارتفاع آن در حالت طبیعی ۱٬۲۶۰ میلیمتر (۴۹٫۶ اینچ) است.
موتور آن ۱۹۹۶ سی‌سی سامانه جعبه‌دندهٔ آن ۵ دنده به صورت دستی است.

## نگارخانه

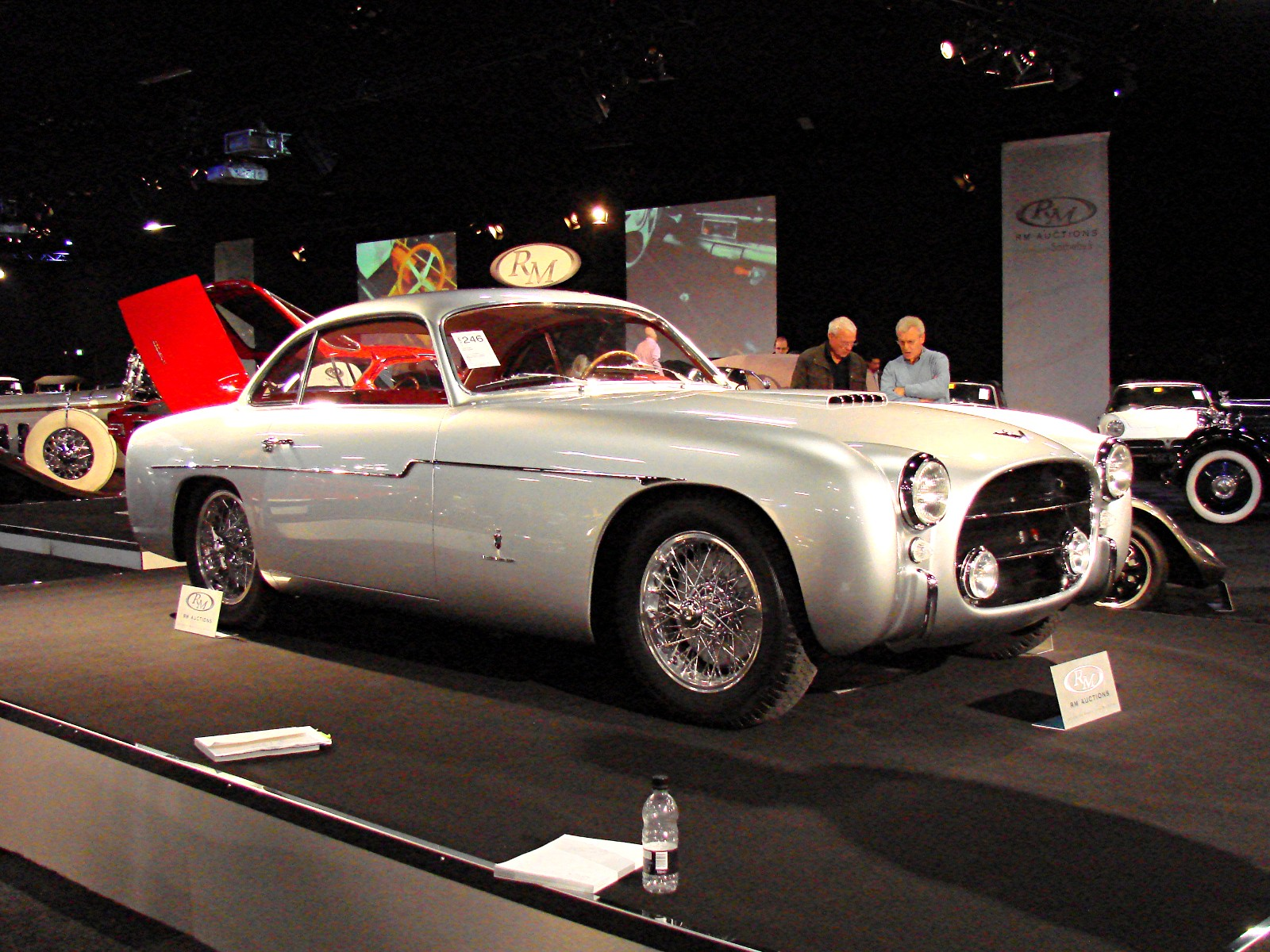
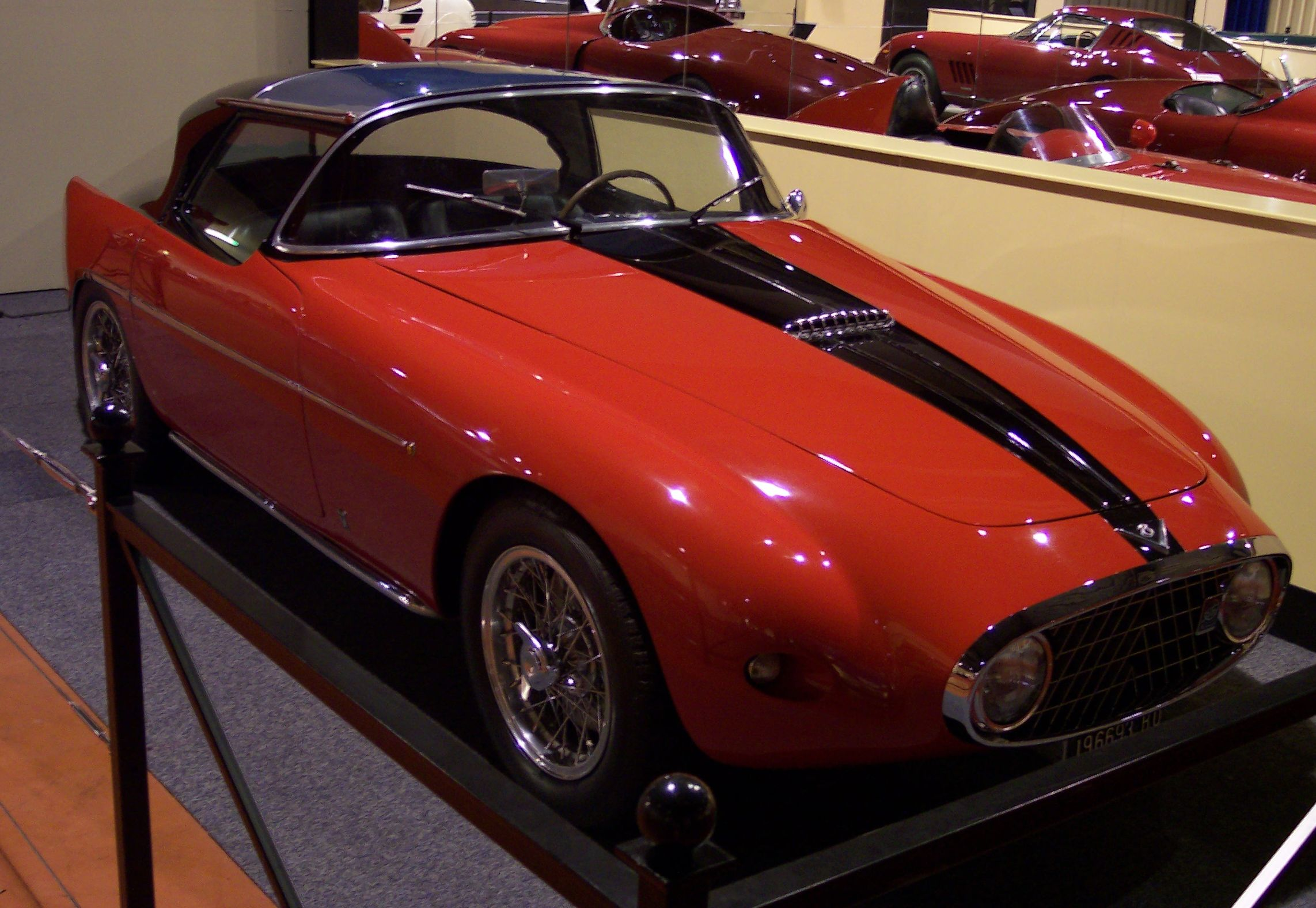
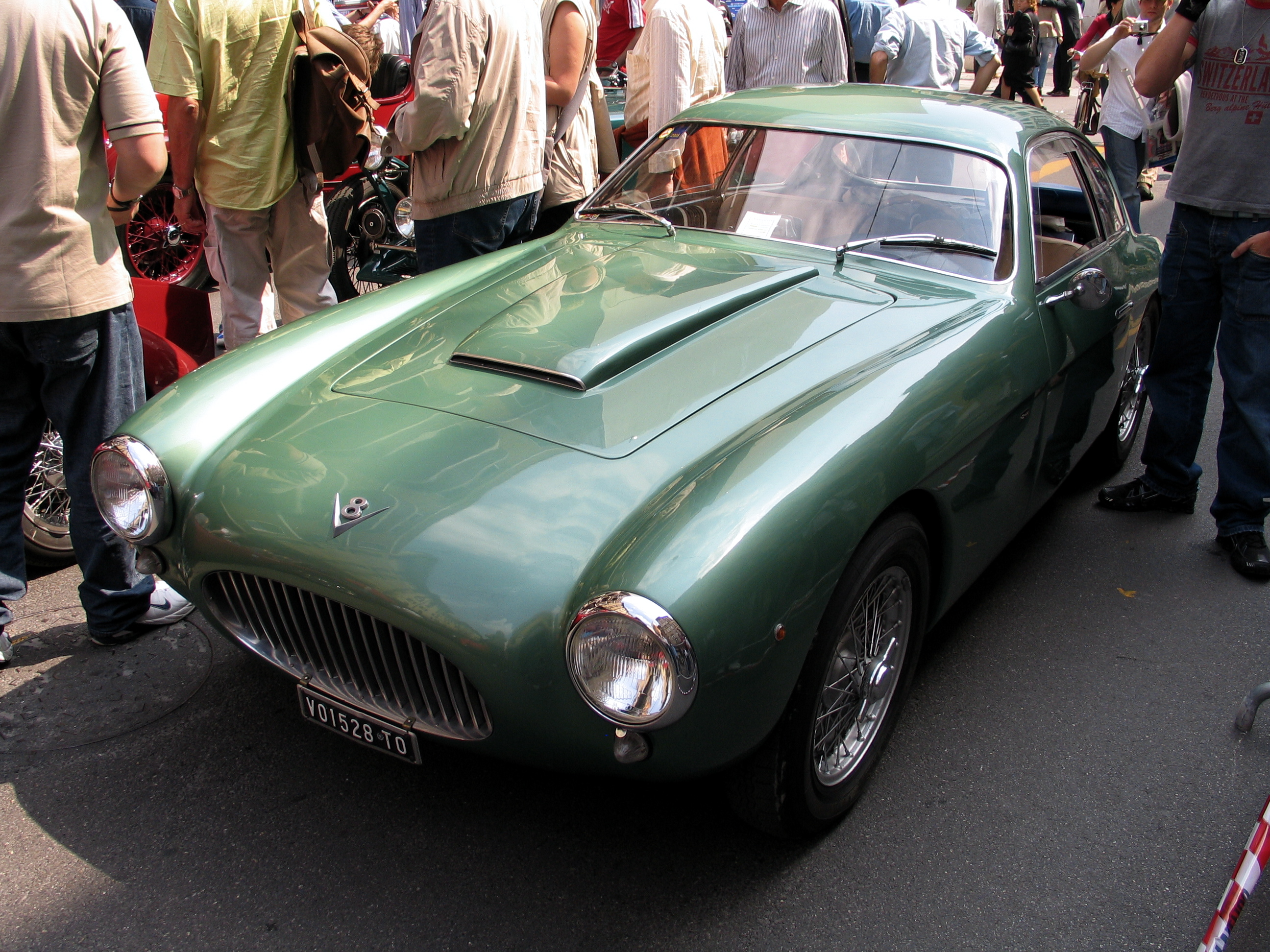
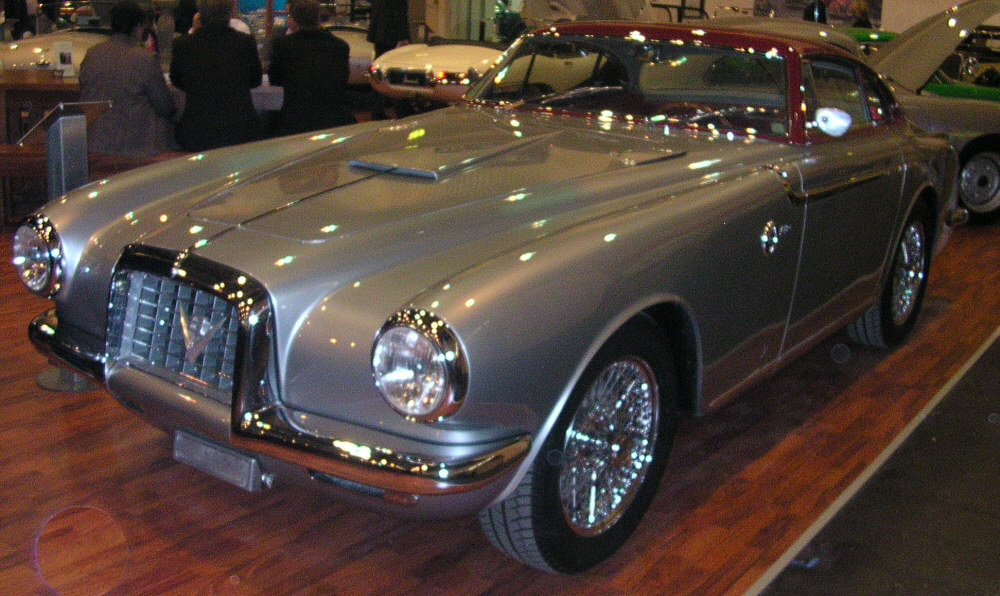
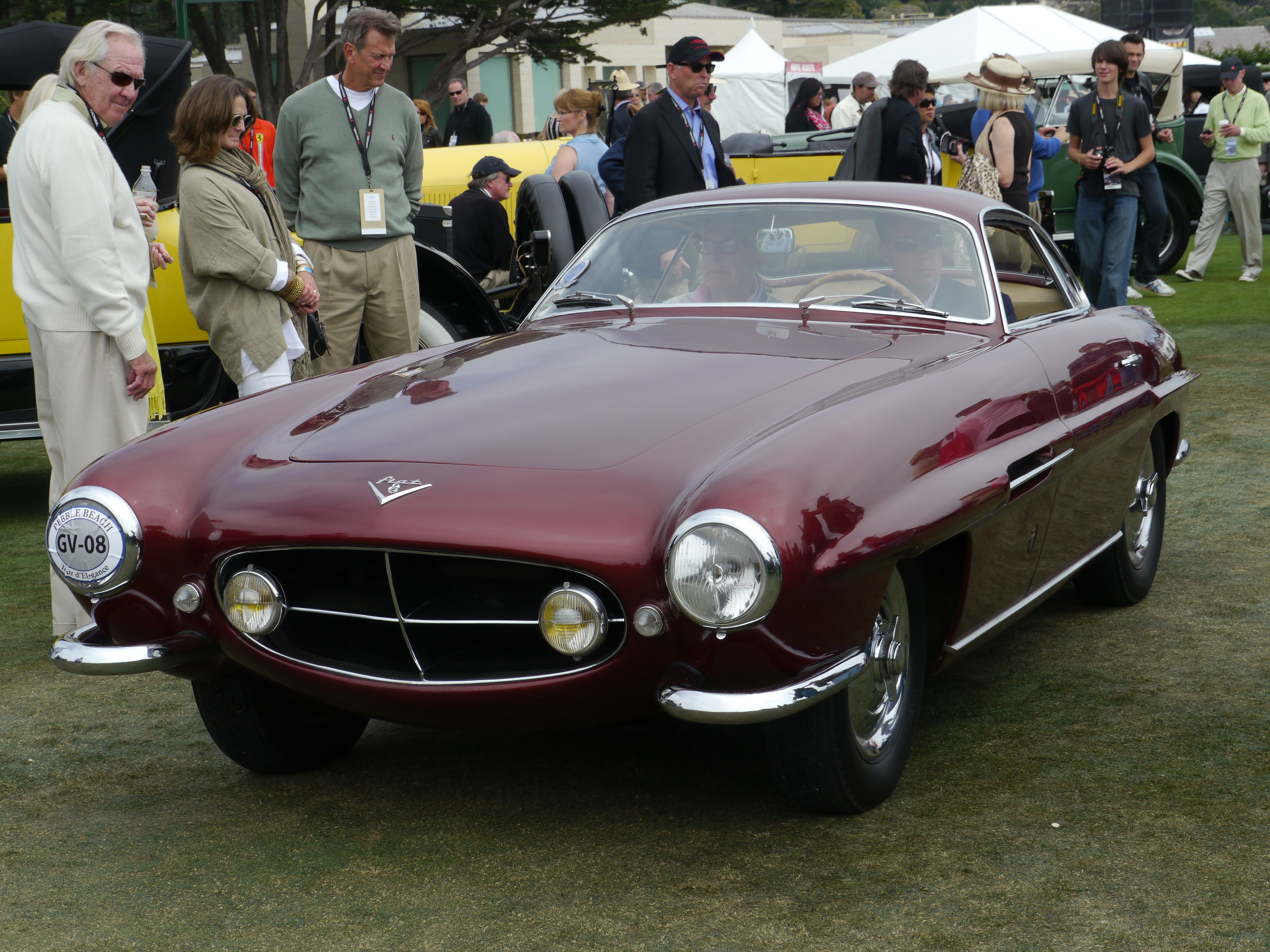